# Trieng Krueng Kreh
Trieng Krueng Kreh is een bestuurslaag in het regentschap Aceh Utara van de provincie Atjeh, Indonesië. Trieng Krueng Kreh telt 99 inwoners (volkstelling 2010).
Trieng Krueng Kreh ligt in het noordoosten van Atjeh op het eiland Sumatra.